# Становой пристав

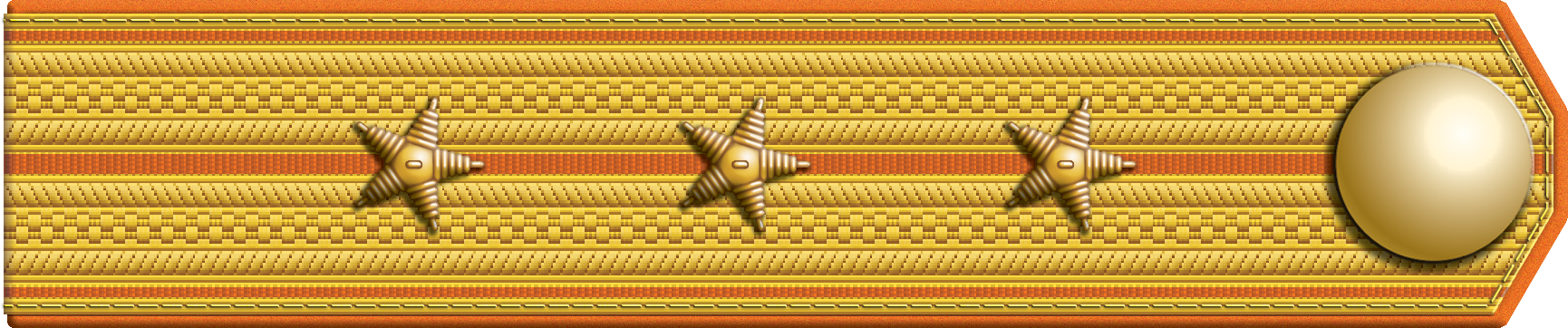
Погон станового пристава в чине коллежского секретаря, 1884–1917 гг

Станово́й при́став — полицейское должностное лицо в земской полиции (чиновник уездной полиции) Российской империи, возглавляющее стан — полицейско-административную единицу из нескольких волостей. 
На становом приставе лежали все исполнительные, следственные и судебно-полицейские дела в стане каждого уезда России.

## История
Должность учреждена в 1837 году «Положением о земской полиции» взамен заседателей по Учреждению 1775 года. В том же году государственные крестьяне получили самоуправление, волостное (волостной сход и волостное правление) и сельское (сельский сход, сельский старейшина, сельский староста). Становой пристав контролировал данные органы власти в плане осуществления ими полицейских и судебных функций.
Становой пристав был заседателем земского суда, который до 1862 года ведал уездной полицией.
Становой пристав до 1862 года назначался и увольнялся губернатором от имени императора из кандидатов, представленных местным дворянством. Подчинялся земскому исправнику и земскому суду (с 1862 года — уездному полицейскому управлению в лице его главы — уездного исправника).
Обязанности состояли из двух частей:
- исполнительной (исполнение, а также наблюдение за точным исполнением законов и распоряжений правительства);
- судебно-полицейской (поддерживание правопорядка).

В подчинении станового пристава находились сотские и десятские. С 1878 года в распоряжении станового пристава были полицейские урядники. Должность станового пристава существовала до Февральской революции 1917 года.
Располагался в становой квартире.